# Hoplologie
Hoplologie ist die vergleichende Wissenschaft von der Art und Weise, wie verschiedene Kulturen und Menschen kämpfen und Kriege führen. Der Begriff ist sowohl vom altgriechischen hoplos (einem mythischen, schildbewehrten Fabelwesen) als auch vom altgriechischen hoplit, der Bezeichnung des Kriegers im klassischen Griechenland, abgeleitet. Die Wissenschaftsdisziplin entstand im 19. Jahrhundert und wird auf den Entdecker und Linguisten Sir Richard Burton und wenige andere zurückgeführt. Erst ab den 1960er Jahren entwickelte sich die Hoplologie unter ihrem Mentor Donn F. Draeger (Donald Frederick Draeger, * 15. April 1922, † 20. Oktober 1982) zu einem voll entwickelten akademischen Fach. Die Forscher haben sich in der International Hoplology Society (IHS) organisiert.